# Indoor

Indoor est un terme anglais qui peut se traduire par « en salle », « en intérieur ». En français, il désigne la pratique de sports hors du milieu naturel de plein air (par exemple : indoor (aéromodélisme)).

Exemples de stades indoor
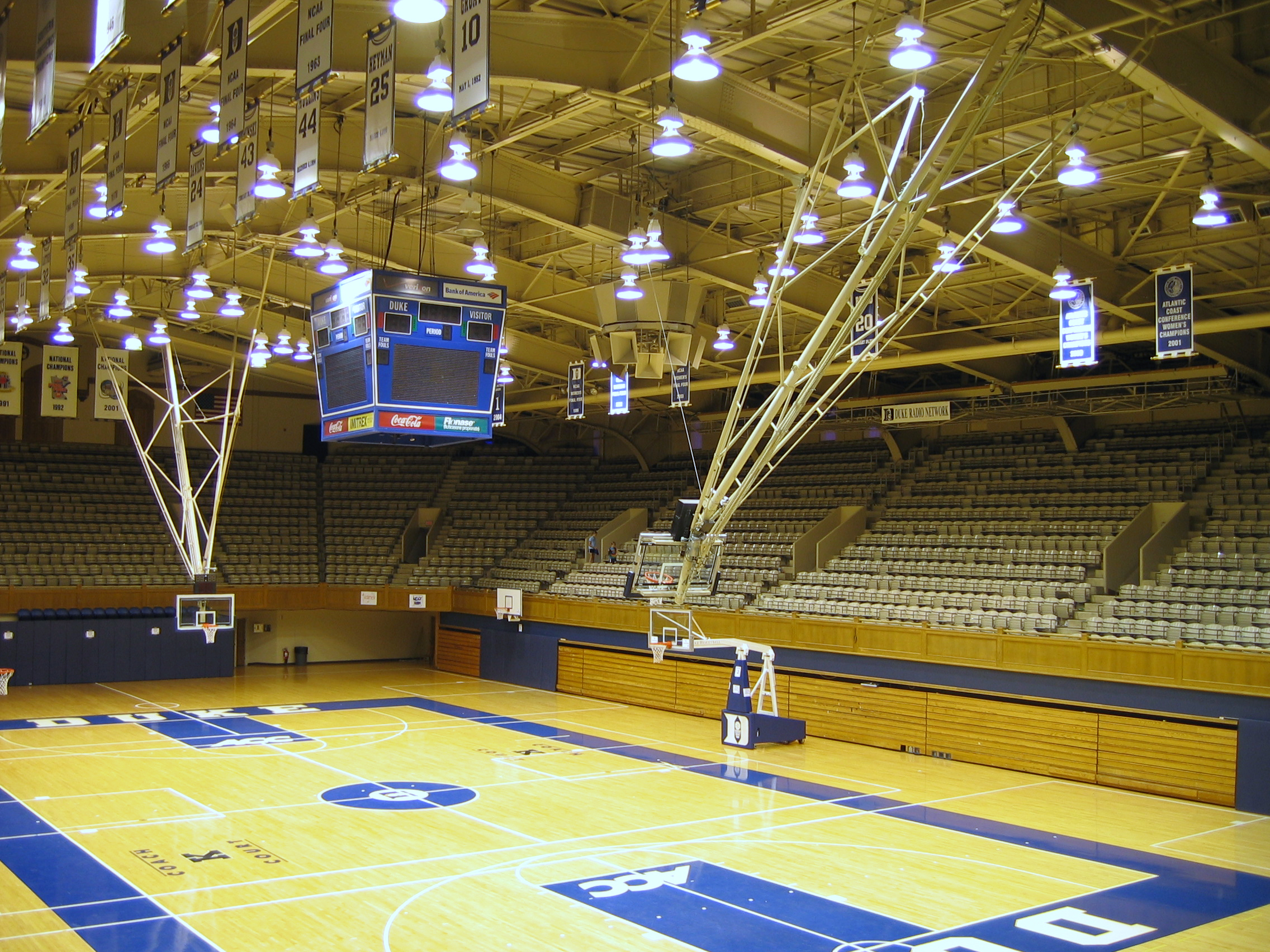
Cameron Indoor Stadium.
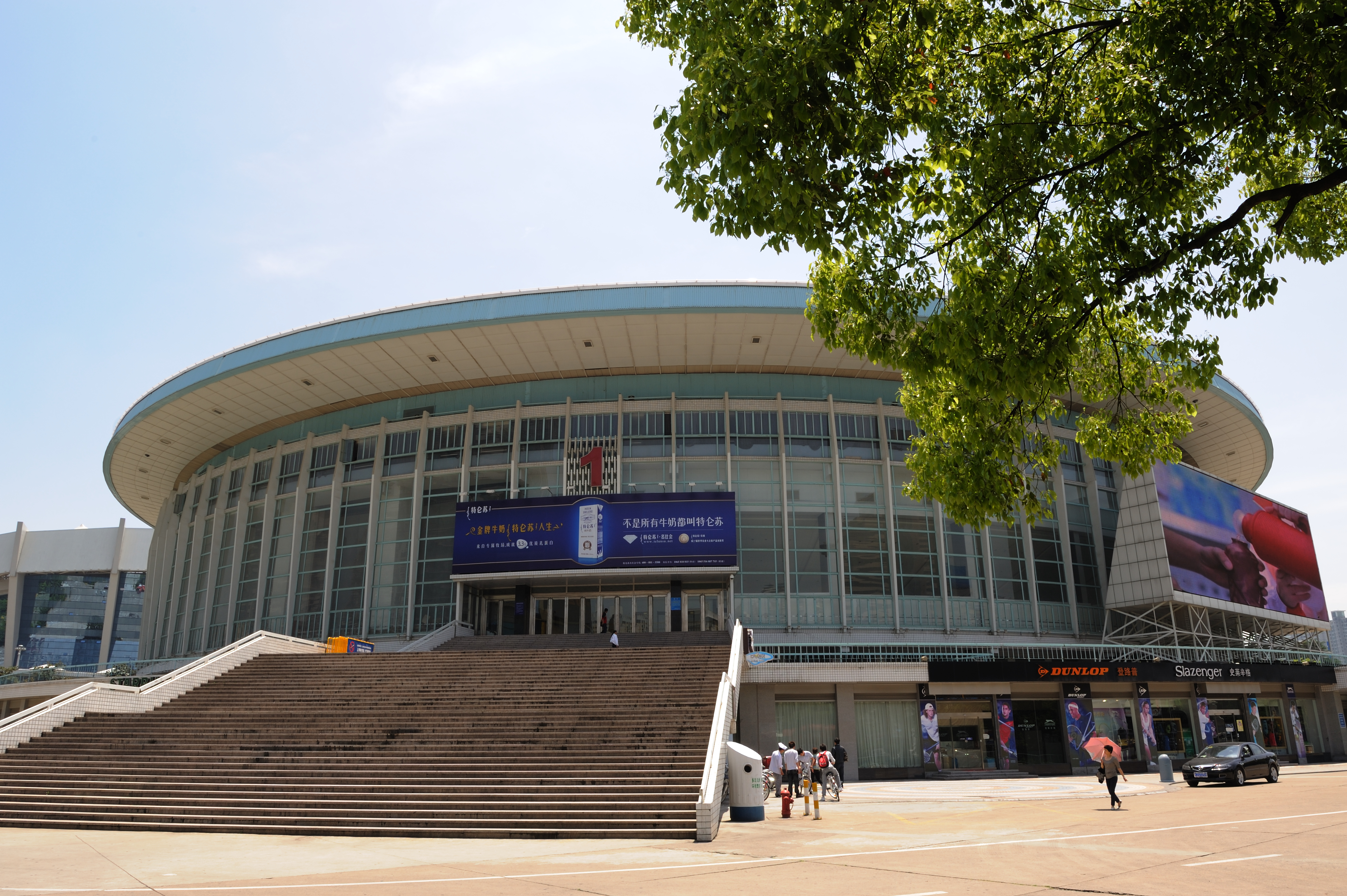
SH indoor stadium
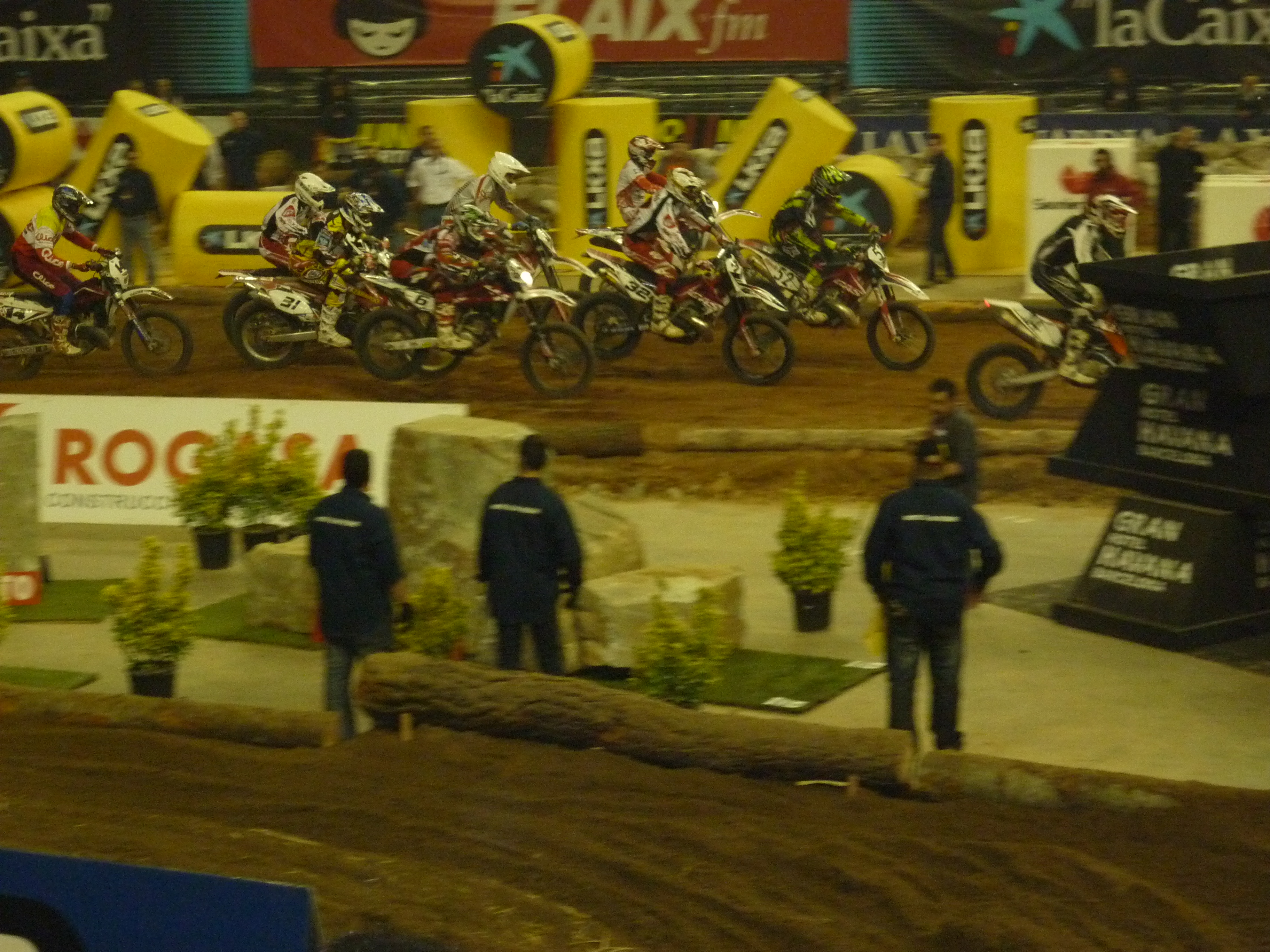
: Barcelone
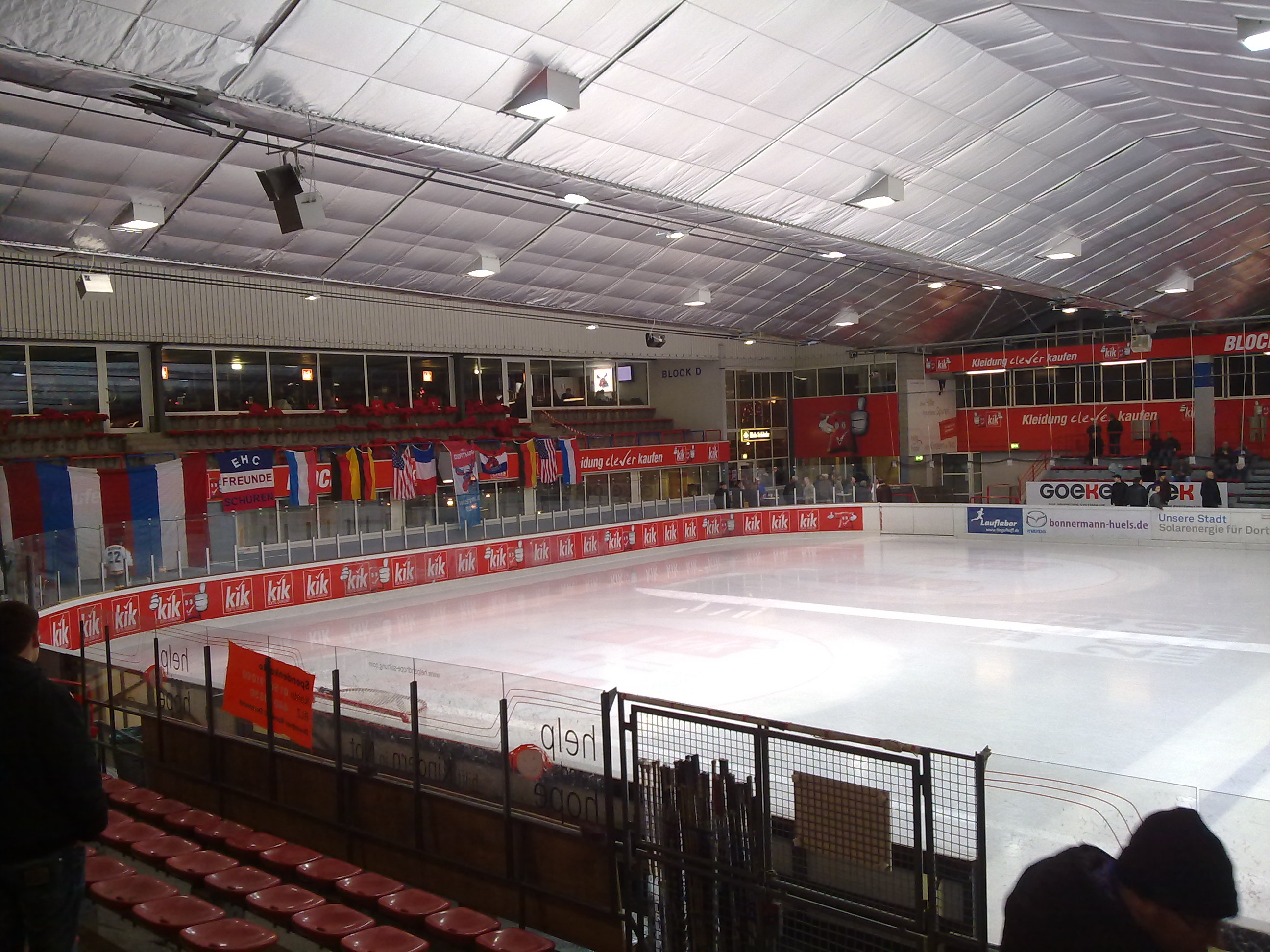
EHC Dortmund.
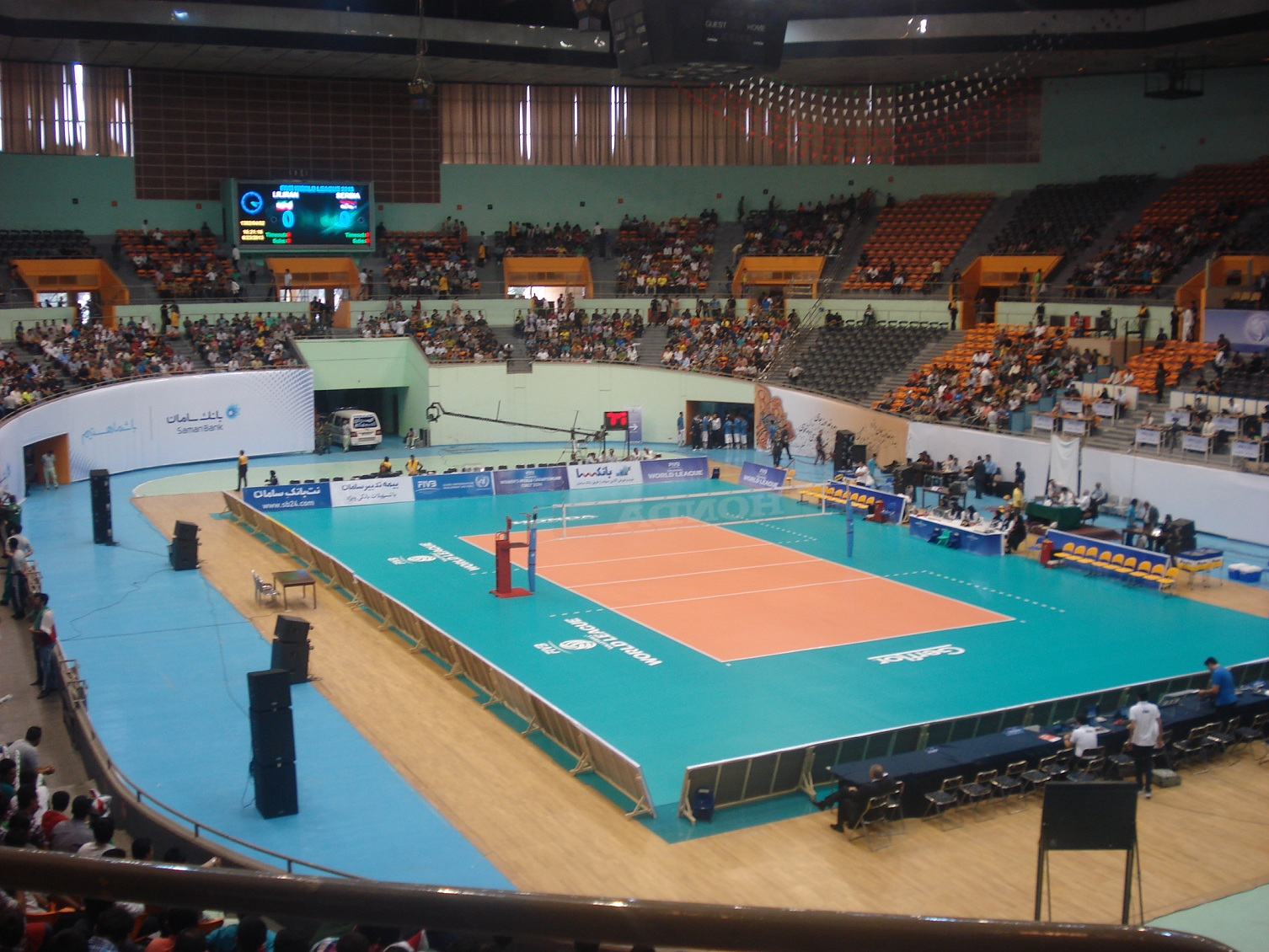
Azadi Indoor Stadium.
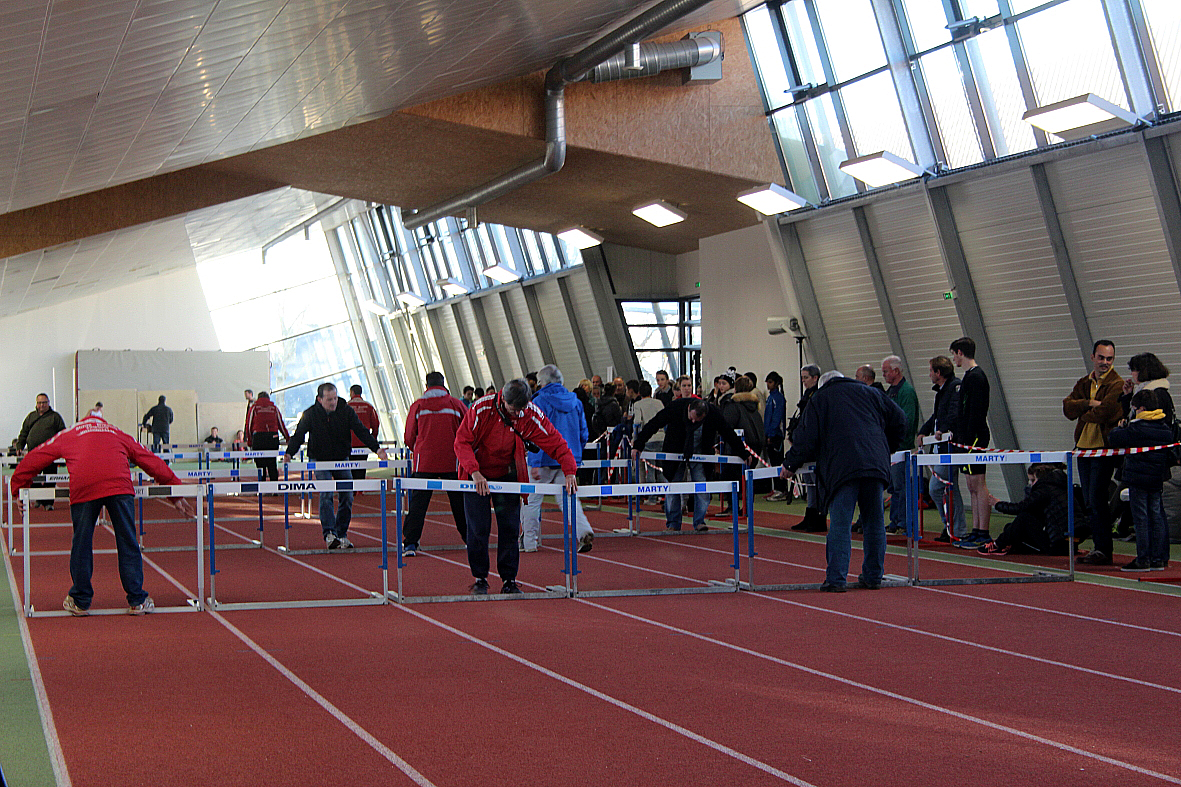
Azadi Indoor Stadium.